# Mónica Arriola Gordillo
Mónica Tzasna Arriola Gordillo (14 mei 1971) is een Mexicaans politica van de Nieuwe Alliantie (PANAL).
Arriola is de dochter van de invloedrijke politica en vakbondsbestuurder Elba Esther Gordillo. Ze studeerde literatuurwetenschappen en werd in 2006 in de Kamer van Afgevaardigden gekozen. In 2006 vergezelde zij president Felipe Calderón op diens eerste officiële buitenlandse reis.